# Vụ va chạm trên không trung tại George Inlet, Alaska năm 2019
Vào ngày 13 tháng 5 năm 2019, chiếc thủy phi cơ de Havilland Canada DHC-2 Beaver vận hành bởi hãng Mountain Air Service đã va chạm với một chiếc thủy phi cơ de Havilland Canada DHC-3 Turbine Otter khác của hãng Taquan Air trên bầu trời George Inlet, Alaska, Hoa Kỳ. Chiếc DHC-2 bị tách rời giữa không trung khiến 5 người chết. Phi công DHC-3 có thể duy trì kiểm soát một phần, nhưng máy bay bị thiệt hại đáng kể trong vụ va chạm và phải hạ cánh ngay sau đó. Phi công bị thương nhẹ, 9 hành khách bị thương nặng và 1 hành khách thiệt mạng. Cả hai máy bay đang thực hiện các chuyến bay tham quan. Nguyên nhân vụ tai nạn đang được Uỷ ban An toàn Giao thông Quốc gia (NTSB) điều tra.

## Máy bay
Chiếc máy bay tai nạn đầu tiên là chiếc thủy phi cơ de Havilland Canada DHC-2 Beaver, số đăng ký N952DB, số sê-ri 237, do Mountain Air Service LLC sở hữu và vận hành. Máy bay tai nạn thứ hai là một chiếc thủy phi cơ de Havilland Canada DHC-3 Turbine, đăng ký N959PA, số sê-ri 159, thuộc sở hữu của Pantechnicon Aviation Ltd. và do Taquan Air điều hành. Cả hai máy bay đang thực hiện các chuyến bay tham quan địa phương của khu vực Đài tưởng niệm quốc gia Misty Fiords vì lợi ích của hành khách của một tàu du lịch Princess Cruise cập cảng Ketchikan, Alaska, hoạt động theo quy định của 14 CFR phần 135 như các chuyến bay tham quan theo yêu cầu. Không phải máy bay mang theo, hoặc được yêu cầu mang theo, máy ghi âm buồng lái hoặc máy ghi dữ liệu chuyến bay (hộp đen).

## Tai nạn
Cả hai máy bay đang quay trở lại Căn cứ thủy phi cơ cảng Ketchikan cách phía tây nam khoảng 7 dặm. DHC-2 đang bay với tốc độ 107 hải lý/giờ (198 km/giờ) ở độ cao khoảng 3.350 feet (1.020m) mực nước biển trung bình (MSL) trong khi DHC-3 giảm dần ở mức 126 hải lý/giờ (233 km/giờ) độ cao 3.700 feet (1.100 m) MSL. Điều kiện khí tượng thị giác chiếm ưu thế. DHC-3 được trang bị hệ thống cảnh báo va chạm phụ thuộc tự động - phát sóng (ADS-B), nhưng phi công không nhận thấy bất kỳ cảnh báo va chạm nào của ADS-B trước khi thấy "đèn flash" bên trái và hai máy bay đã va chạm lúc 12:21 trưa giờ địa phương ở độ cao khoảng 3.350 feet (1.020 m) MSL.
DHC-3 hạ thấp mũi khoảng 40 độ, nhưng phi công đã có thể duy trì kiểm soát một phần và thực hiện một cú hạ cánh xuống George Inlet. Những chiếc phao tách ra khỏi máy bay và nó bắt đầu chìm xuống. Phi công và 9 hành khách đã có thể sơ tán lên bờ với sự trợ giúp của người dân, nhưng 1 hành khách đã bị mắc kẹt trong xác máy bay và thiệt mạng. DHC-3 dừng lại dưới khoảng 80 ft (24 m) nước.
Chiếc DHC-2 bị vỡ giữa không trung, tạo ra một mảnh vụn khoảng 2.000 ft x 1.000 ft (610 m x 305 m) khoảng 1,75 dặm (2,82 km) về phía tây nam của địa điểm va chạm DHC-3. Thân máy bay DHC-2, đuôi máy bay, và cơ cấu cabin đã được tách rời, và cánh phải cho thấy thiệt hại phù hợp với cánh quạt tác động.

## Hành khách và phi hành đoàn
Phi công DHC-3 bị thương nhẹ, 9 hành khách bị thương nặng và 1 hành khách thiệt mạng; phi công DHC-2 và 4 hành khách bị thương nặng, nhưng đã chết ngay sau đó.

## Điều tra
NTSB ngay lập tức điều tra về vụ tai nạn.

## Hậu quả
Phi công DHC-2 đã chết cũng là đồng sở hữu của Mountain Air Service và công ty ngừng hoạt động sau vụ tai nạn. Chuyến bay 20 của Taquan Air bị rơi 1 tuần sau đó vào ngày 20 tháng 5 và hãng đã đình chỉ tất cả các chuyến bay vào ngày hôm sau. Trong bối cảnh Cục Hàng không Liên bang Mỹ (FAA) tăng cường giám sát, Taquan Air đã nối lại dịch vụ hàng hoá hạn chế vào ngày 23 tháng 5, các chuyến bay chở khách theo lịch trình ngày 31 tháng 5 và các chuyến tham quan theo yêu cầu ngày 3 tháng 6.